# Ablerus matritensis
Ablerus matritensis is een vliesvleugelig insect uit de familie Aphelinidae. De wetenschappelijke naam is voor het eerst geldig gepubliceerd in 1923 door Mercet.